# Tetrastichus gyrolasiaeformis
Tetrastichus gyrolasiaeformis är en stekelart som beskrevs av Jean Risbec 1957. Tetrastichus gyrolasiaeformis ingår i släktet Tetrastichus och familjen finglanssteklar.
Artens utbredningsområde är Réunion. Inga underarter finns listade i Catalogue of Life.